# La pazza gioia
La pazza gioia is een Italiaanse film uit 2016, geregisseerd door Paolo Virzì. De film ging op 14 mei in première op het Filmfestival van Cannes in de sectie Quinzaine des réalisateurs.

## Verhaal
Beatrice (Valeria Bruni Tedeschi) is een mythomane die denkt dat de groten der aarde tot haar vriendenkring behoren. Donatella (Micaela Ramazzotti) is een jonge vrouw die heel gesloten is en in haar eigen mysterieuze wereld leeft. Beiden leven in een psychiatrische instelling in Toscane. Tussen de twee totaal verschillende vrouwen ontstaat een speciale vriendschap en op een dag ontvluchten ze de instelling en beginnen ze aan een roadtrip per auto.

## Rolverdeling
| Acteur                 | Personage                    |
| ---------------------- | ---------------------------- |
| Micaela Ramazzotti     | Donatella Morelli            |
| Valeria Bruni Tedeschi | Beatrice Morandini Valdirana |
| Valentina Carnelutti   | Fiamma Zappa                 |
| Marco Messeri          | Floriano Morelli             |
| Bob Messini            | Pierluigi Aitiani            |
| Anna Galiena           | Luciana Brogi Morelli        |
| Tommaso Ragno          | Giorgio Lorenzini            |
| Sergio Albelli         | Torregiani                   |
| Marisa Borini          | Signora Morandini Valdirana  |
| Roberto Rondelli       | Renato Corsi                 |

## Productie
De filmopnamen gingen van start op 18 mei 2015 en er werd gedurende 8 weken gefilmd in Rome en Toscane. De film werd tien maal genomineerd voor de Italiaanse Nastro d'Argento-prijzen en won er vijf.

## Prijzen en nominaties
De belangrijkste:
| Jaar | Prijs            | Categorie                  | Genomineerde(n)                           | Uitslag  |
| ---- | ---------------- | -------------------------- | ----------------------------------------- | -------- |
| 2016 | Nastro d'Argento | Beste kostuums             | Katia Dottori                             | Gewonnen |
| 2016 | Nastro d'Argento | Beste vrouwelijke hoofdrol | Valeria Bruni Tedeschi Micaela Ramazzotti | Gewonnen |
| 2016 | Nastro d'Argento | Beste regie                | Paolo Virzì                               | Gewonnen |
| 2016 | Nastro d'Argento | Beste scenario             | Paolo Virzì Francesca Archibugi           | Gewonnen |
| 2016 | Nastro d'Argento | Beste muziek               | Carlo Virzì                               | Gewonnen |

| Jaar | Prijs                    | Categorie                  | Genomineerde(n)        | Uitslag  |
| ---- | ------------------------ | -------------------------- | ---------------------- | -------- |
| 2017 | Premi David di Donatello | Beste film                 | La pazza gioia         | Gewonnen |
| 2017 | Premi David di Donatello | Beste vrouwelijke hoofdrol | Valeria Bruni Tedeschi | Gewonnen |
| 2017 | Premi David di Donatello | Beste regie                | Paolo Virzì            | Gewonnen |
| 2017 | Premi David di Donatello | Beste kapper               | Daniela Tartari        | Gewonnen |